# Clear Spring (Maryland)
Clear Spring es un pueblo ubicado en el condado de Washington en el estado estadounidense de Maryland. En el Censo de 2010 tenía una población de 358 habitantes y una densidad poblacional de 1.234,15 personas por km².

## Geografía
Clear Spring se encuentra ubicado en las coordenadas 39°39′22″N 77°55′51″O / 39.65611, -77.93083. Según la Oficina del Censo de los Estados Unidos, Clear Spring tiene una superficie total de 0.29 km², de la cual 0.29 km² corresponden a tierra firme y (0%) 0 km² es agua.

## Demografía
Según el censo de 2010, había 358 personas residiendo en Clear Spring. La densidad de población era de 1.234,15 hab./km². De los 358 habitantes, Clear Spring estaba compuesto por el 98.32% blancos, el 0.28% eran afroamericanos, el 0.28% eran amerindios, el 0.28% eran asiáticos, el 0% eran isleños del Pacífico, el 0% eran de otras razas y el 0.84% pertenecían a dos o más razas. Del total de la población el 0.56% eran hispanos o latinos de cualquier raza.